# Menenpoort

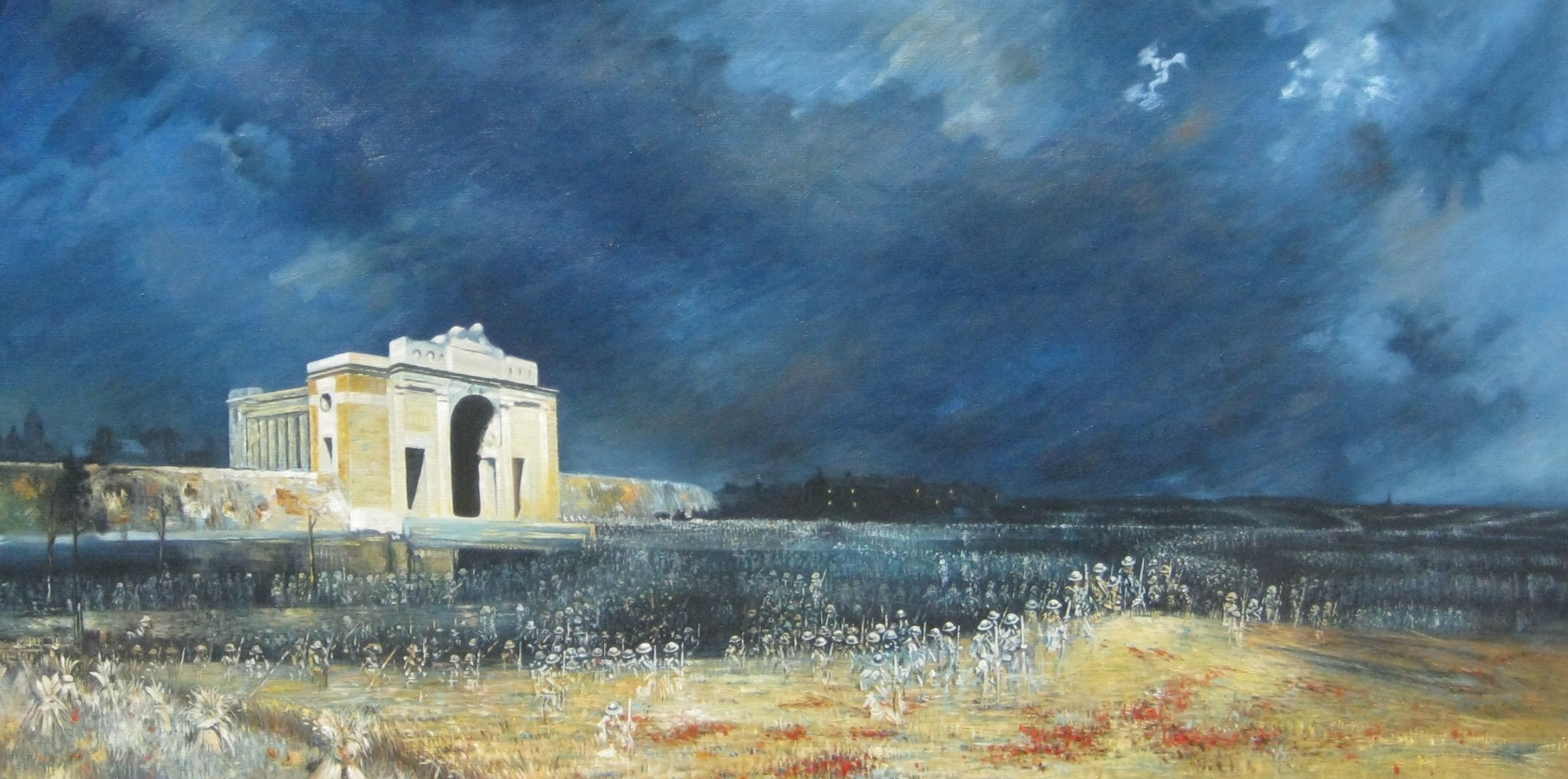
Menenpoort om middernacht (Will Longstaff, 1927)

De Menenpoort is een herdenkingsmonument in de Belgische stad Ieper. De stadspoort op de weg naar Menen werd in 1927 door de Britten gebouwd aan de oostzijde van de stad als memoriaal voor de Britse soldaten die in de Eerste Wereldoorlog sneuvelden en niet meer geïdentificeerd of teruggevonden werden. Meer dan 54.000 namen van vermisten zijn aangebracht op de binnenzijde. De Commonwealth War Graves Commission is eigenaar en beheerder van dit Ypres (Menin Gate) Memorial. De site staat sinds 2023 op de Unesco-Werelderfgoedlijst als onderdeel van inschrijving Begraafplaatsen en herdenkingssites van de Eerste Wereldoorlog (Westelijk Front). Elke avond wordt onder de Menenpoort de Last Post geblazen om dankbaarheid te betuigen aan de geallieerden die in de oorlog sneuvelden om de vrede en de onafhankelijkheid van België te herstellen.

## Monument
De poort werd ontworpen door Reginald Blomfield en heeft de vorm van een Romeinse triomfboog. Aan de binnenkant werden op panelen in portlandsteen de namen gebeiteld van 54.896 vermiste soldaten, onderofficieren en officieren van het Britse Gemenebest. Wanneer alsnog identificatie plaatsvindt door het vinden van een lichaam of van historisch bewijs, wordt die naam weggehaald.
Omdat er te weinig plaats bleek te zijn om alle vermisten te vermelden werden degenen die na 16 augustus 1917 sneuvelden vermeld op het Tyne Cot Memorial. Als scheidingsdatum tussen deze twee groepen werd de nacht van de Slag bij Langemark genomen. Vermisten van Nieuw-Zeeland en Newfoundland staan op aparte herdenkingsmonumenten. De stoffelijke overschotten van deze soldaten hebben geen bekend graf en liggen ofwel ergens verloren in de Ieperse velden, ofwel op een oorlogskerkhof rond Ieper met als vermelding op de grafsteen Known Unto God (alleen gekend bij God). 

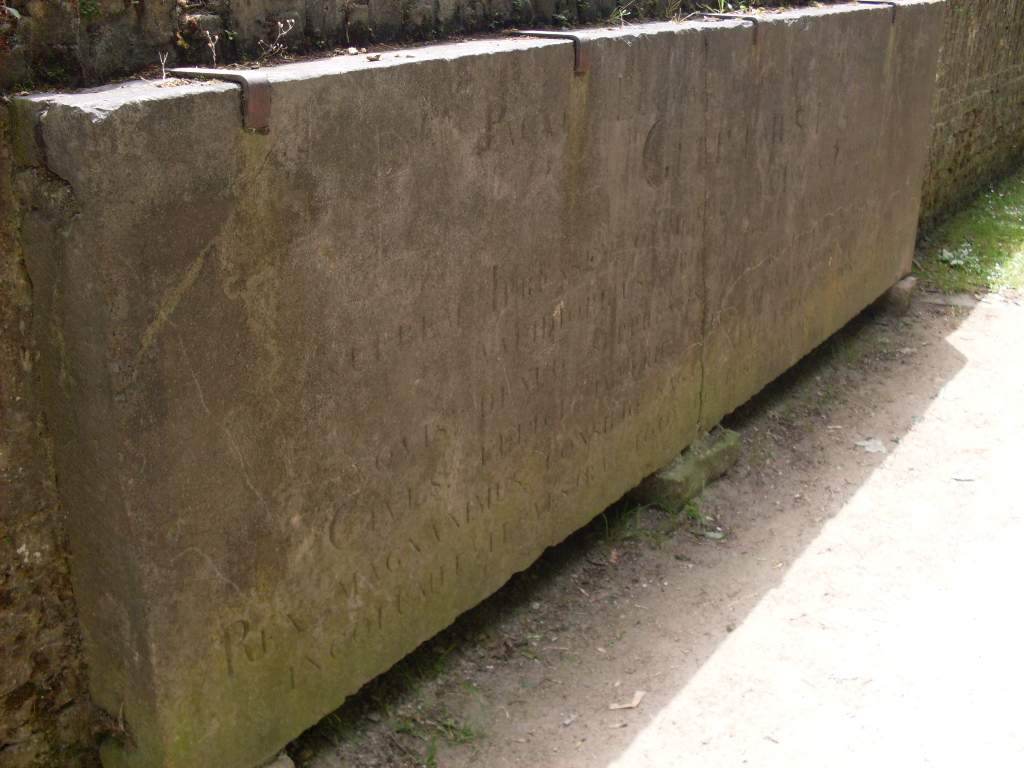
Deze gedenksteen, die opgedragen werd aan Koning Willem I, werd in 1822 geplaatst boven de ingang van de Rijselpoort en verving de gelijkaardige steen die opgedragen was aan Lodewijk XIV (In feite staat de tekst van Willem I op de achterkant van de gedenksteen die opgedragen was aan Lodewijk XIV). Hij verwijst naar het Verenigd Koninkrijk der Nederlanden waar vanaf 1815 de Zuidelijke Nederlanden en dus de stad "Iprensem" toe behoorden. De vestingmuren werden grondig hersteld en aangepast tussen 1814 en 1822. De Menenpoort werd eind 19de eeuw afgebroken, enkel deze gedenksteen bleef bewaard. Hij is te bezichtigen aan de Rijselpoort.

## Last Post
Iedere avond, klokslag acht uur, wordt de Last Post geblazen. De vrijwillige Ceremonial Assistants van de  Last Post Association zorgen er elke avond voor dat alles netjes en correct verloopt. Zowel voor, tijdens als na de ceremonie. Zo zorgen zij er voor dat het verkeer wordt stilgelegd rond 19u30 zodat de herdenkingsceremonie kan plaatsvinden. De klaroenblazers zijn vrijwilligers die deel uitmaken van het lokale brandweerkorps. Deze groep klaroenblazers speelt o.a de Last Post . Ook wordt de exhortation uit het gedicht For the Fallen van Robert Binyon wordt voorgelezen. Elke ceremonie eindigt met het blazen van de Reveille door de klaroenblazers.  
De ceremonie werd voor de eerste keer gehouden op 2 juli 1928. Toen ze door de nazibezetting vanaf 20 mei 1940 niet meer kon plaatsvinden, werd ze voortgezet op het militair begraafplaats Brookwood Cemetery in het Engelse Surrey. Op 6 september 1944, terwijl de gevechten voor de volledige bevrijding van Ieper nog aan de gang waren, werd de Last Post alweer hervat. Ook tijdens de coronalockdowns bleef de traditie in stand. Vanwege bouwwerkzaamheden werd de Last Post gedurende een periode in 2023-2024 uitgevoerd op de brug voor de poort in plaats van onder de poort.

## Voorgeschiedenis
De Menenpoort staat op de plaats waar er eeuwenlang reeds een ander exemplaar stond en die verscheidene namen droeg. Aanvankelijk heette ze de Hangwaertpoort om nadien te worden verbasterd tot Antwerpenpoort. Bij de aanleg van de vesten door de Sébastien Le Prestre de Vauban in de 17de eeuw werd de poort verbouwd in de Dorische stijl. Tijdens de Franse tijd noemde men ze de Napoleonpoort om vanaf 1815 als Menenpoort vernoemd te worden. In 1862 werd ze gesloopt en was de toegang tot de Meensestraat niet meer dan een opening van dertien meter in de vesten. De rijweg werd geflankeerd door twee stenen leeuwen, die tot 1848 bij de ingang van de Lakenhalle hadden gestaan. Deze eeuwenoude leeuwen werden in 1936 door de stad Ieper geschonken aan het Australian War Memorial in Canberra. Daar sieren ze na restauratie de hoofdingang van het museum.

## Geschiedenis
De Menenpoort werd op 24 juli 1927 ingehuldigd door veldmaarschalk Herbert Plumer. Van de 54.896 namen die het monument toen droeg, waren er 97 jaar later 317 verwijderd dankzij identificatie. Op 2 juli 1928 begonnen lokale vrijwilligers van de Last Post Association met een dagelijks herdenkingsritueel.
Op 12 juli 2007 werd de tachtigste verjaardag van de bouw van de Menenpoort herdacht. De plechtigheid werd bijgewoond door de Britse koningin Elizabeth II en de Belgische koningin Paola. Voor de gelegenheid kreeg de Menenpoort grondig onderhoud en een volledig nieuwe verlichting. Daaropvolgend was er een plechtigheid op Tyne Cot Cemetery in Passendale voor de negentigste verjaardag van de Derde Slag om Ieper. 
Andere grote plechtigheden werden gehouden in 2014 om te gedenken dat honderd jaar eerder de Eerste Wereldoorlog was uitgebroken. Op 26 juni woonden de EU-leiders de Last Post bij. Op 28 oktober was de grote herdenking in aanwezigheid van koning Filip en tal van internationale prominenten.
De Menenpoort is sedert 14 september 2009 opgenomen in de Inventaris van het Bouwkundig Erfgoed, en staat sinds 2023 op de Unesco-Werelderfgoedlijst als onderdeel van inschrijving Begraafplaatsen en herdenkingssites van de Eerste Wereldoorlog (Westelijk Front).
In 2023-2025 wordt de poort gerestaureerd.

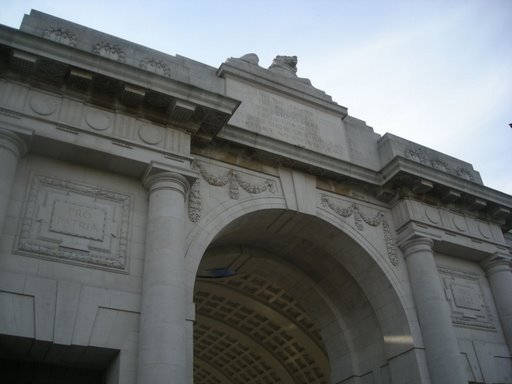
Menenpoort (21 september 2007)
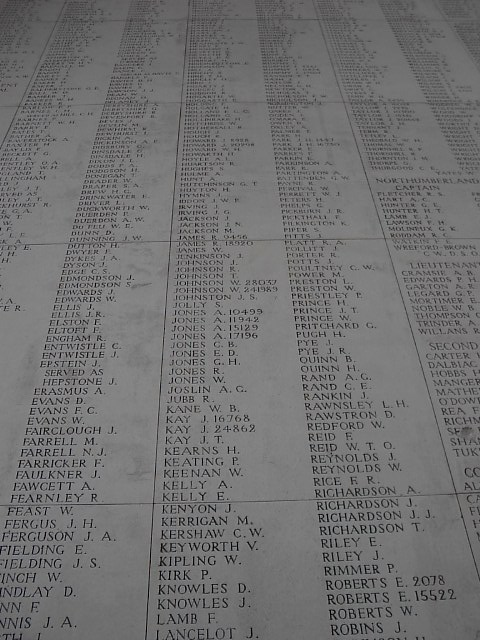
Namen op de panelen
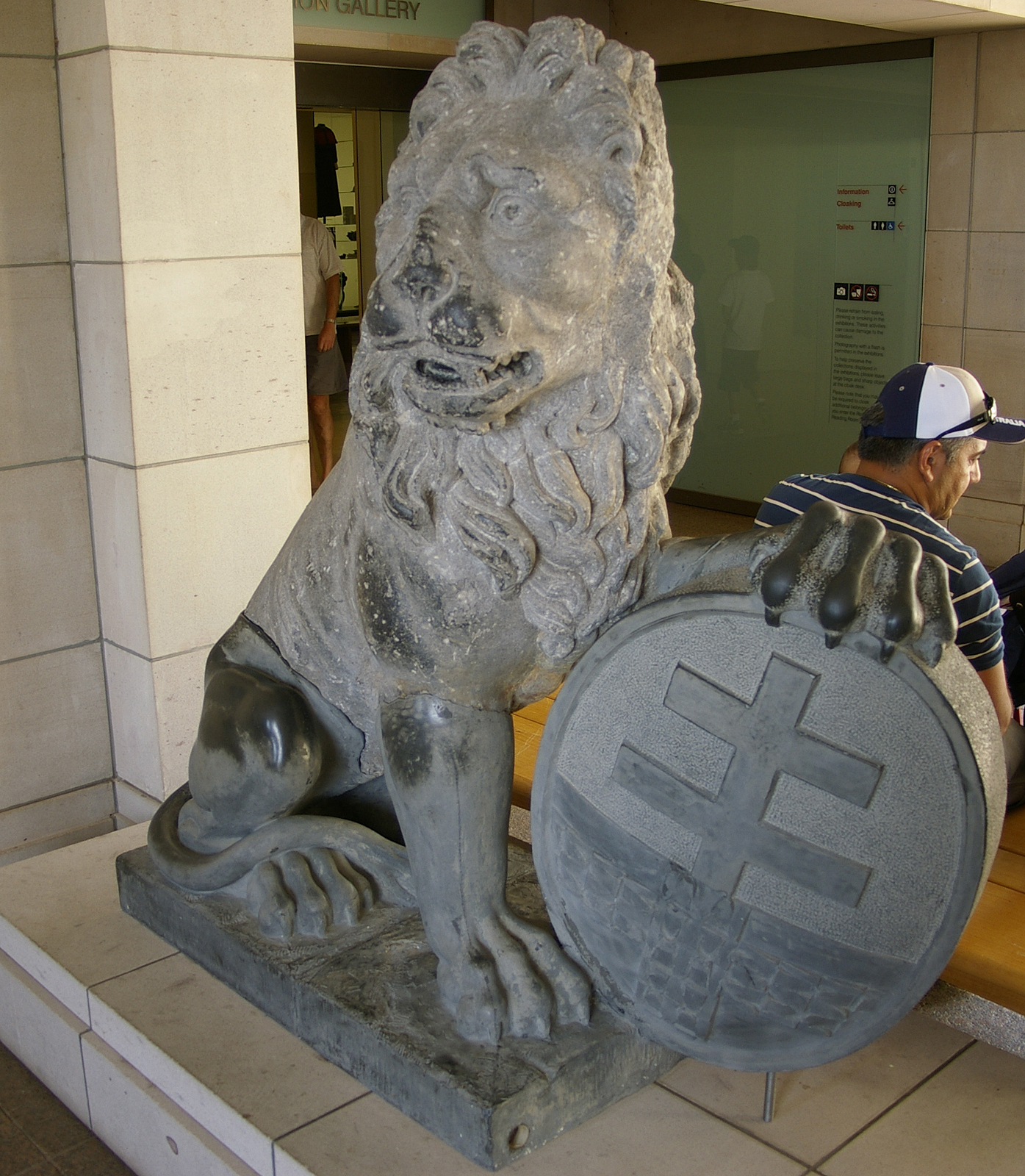
Een van de "Ieperse" leeuwen in het Australian War Memorial in Canberra
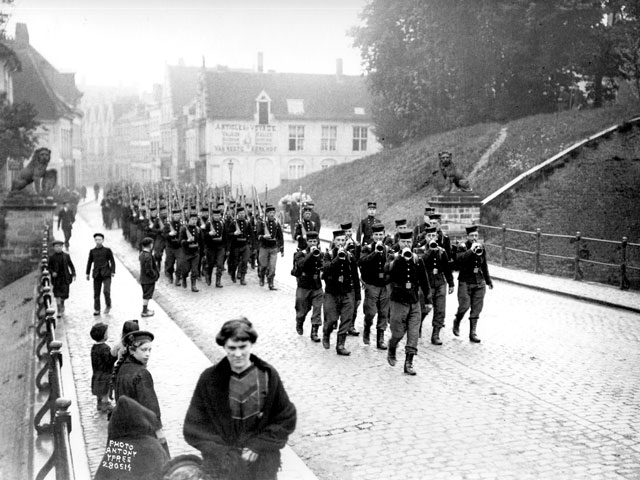
De toegang tot de Meensestraat voor WO I

## Opmerkelijke militairen
Er worden acht militairen vermeld die werden onderscheiden met het Victoria Cross (VC):
- Charles Fitzclarence, brigadegeneraal bij de General Staff.
- John Franks Vallentin, kapitein bij het South Staffordshire Regiment.
- Hugh McDonald McKenzie, luitenant bij het Canadian Machine Gun Corps. Hij ontving ook de Distinguished Conduct Medal (DCM) en het Franse Croix de guerre.
- Denis George Wyldbore Hewitt, onderluitenant bij het Hampshire Regiment.
- Sidney Clayton Woodroffe, onderluitenant bij de Rifle Brigade.
- Frederick William Hall, compagnie sergeant-majoor bij de Canadian Infantry.
- Fred Fisher, korporaal bij de Canadian Infantry.
- Edward Warner, soldaat bij het Bedfordshire Regiment.

Twee officieren werden vereerd met het lidmaatschap van de Order of Saint Michael and Saint George (CMG):
- Thomas Henry Rivers Bulkeley, kapitein bij de Scots Guards. Hij werd ook vereerd met het lidmaatschap van de Royal Victorian Order (MVO).
- Arthur Loveband, luitenant-kolonel bij de Royal Dublin Fusiliers.

Nog drie officieren werden onderscheiden met het lidmaatschap van de Royal Victorian Order (MVO):
- Leslie D'Henin Hamilton, majoor bij de Coldstream Guards.
- Hugh Joseph Fraser, majoor bij de Scots Guards.
- Gerald Ernest Francis Ward, luitenant bij de 1st Life Guards.